# Herbert Kiper
Herbert Kiper, auch Herbert Kieper, (* 17. April 1897 in Wiesbaden; † 9. April 1978 in West-Berlin) war ein deutscher Schauspieler, Sänger und Bühnenautor.

## Leben
Kiper war seit 1914 als Operettentenor an den Meinhard-Bernauer-Bühnen in Berlin engagiert. Er gastierte unter anderen an Bühnen in Prag und Zürich. Beim Film wirkte Kiper in kleinen und mittleren Rollen bereits im Stummfilm mit. Zu Beginn der Tonfilmära besetzte ihn der Regisseur Carl Boese in kleinen Rollen in einigen seiner eher seichten Komödien. Während der Zeit des Nationalsozialismus wurde Kiper mit Auftrittsverbot belegt.
Nach dem Zweiten Weltkrieg nahm Kiper seine Bühnenkarriere wieder auf; er trat unter anderem am Metropol-Theater wieder in Operetten auf und betätigte sich auch als Bühnenautor.
In der Anfangszeit der DEFA wurde Kiper häufig eingesetzt; insbesondere trat er dort in komischen Rollen hervor. So spielte er unter anderem den Binnenschiffer Otto Woitasch in der Filmkomödie Der Kahn der fröhlichen Leute (1950). Zu seinen weiteren bekannten DEFA-Rollen gehören der „patente“ Vater Krause in der Komödie Modell Bianka (1951), der Dr. Falke in der Musikkomödie Rauschende Melodien, eine Verfilmung nach Motiven der Operette Die Fledermaus, und der „sympathische“ Fritz Retting in dem Revuefilm Meine Frau macht Musik.
Kiper wirkte parallel auch in zahlreichen westdeutschen Kinoproduktionen mit; auch hier gehörten Lustspiele, musikalische Komödien und Operettenfilme (Ball der Nationen) zu seinem Hauptaufgabengebiet. In Erinnerung bleibt er hier insbesondere als Feriengast Herr Ottokar in Ferien auf Immenhof. Unter Übergewicht leidend, soll er auf Drängen seiner Frau (Maria Paudler) dringend eine Abmagerungskur machen, bestellt aber trotzdem munter Eier und Speck zum Frühstück und unterzieht sich schließlich der „Rosskur“ des Tierarztes Dr. Pudlich.

## Filmografie (Auswahl)
- 1918: Der Dornenweg
- 1919: Mein Neffe – Der Herr Baron
- 1919: Hoppla, Vater sieht’s ja nicht
- 1919: Die Braut auf 24 Stunden
- 1920: Tänzerin Tod
- 1921: Die stärkere Macht
- 1931: Dienst ist Dienst
- 1932: Keine Feier ohne Meyer
- 1932: Vater geht auf Reisen
- 1949: Quartett zu fünft
- 1950: Der Kahn der fröhlichen Leute
- 1950: Das kalte Herz
- 1951: Die Meere rufen
- 1951: Das Beil von Wandsbek
- 1951: Modell Bianka
- 1952: Der Onkel aus Amerika
- 1953: Der verzauberte Königssohn
- 1953: Der keusche Josef
- 1953: Das tanzende Herz
- 1954: Ball der Nationen
- 1954: Carola Lamberti – Eine vom Zirkus
- 1955: Stacheltier – Prost Mahlzeit!
- 1955: Stacheltier – Ham wa nich!
- 1955: Rauschende Melodien
- 1956: Der Hauptmann von Köln
- 1957: Die Schönste
- 1957: Ferien auf Immenhof
- 1958: Nur eine Frau
- 1958: Meine Frau macht Musik
- 1958: Majestät auf Abwegen
- 1959: Menschen im Hotel